# Gerhard Schröder
Gerhard Fritz Kurt Schröder, nemški politik, * 7. april 1944, Mossenberg.
Schröder je član Socialdemokratske stranke Nemčije (SPD). Od  27. oktobra 1998 do 10. oktobra 2005 je bil kancler Nemčije, vodil je koalicijo SPD in Zelenih. Preden je postal politik, je bil znan odvetnik.